# Csajág, Veszprém
Csajág  este un sat în districtul Balatonalmád, județul Veszprém, Ungaria, având o populație de 896 de locuitori (2011). 

## Demografie
Componența etnică a satului Csajág
     Maghiari (98,69%)
     Alții (1,31%)
Componența confesională a satului Csajág
     Romano-catolici (34,38%)
     Reformați (25,22%)
     Fără religie (14,51%)
     Necunoscută (24,44%)
     Alte religii (2,34%)
Conform recensământului din 2011, satul Csajág avea 896 de locuitori. Din punct de vedere etnic, majoritatea locuitorilor (98,69%) erau maghiari. Nu există o religie majoritară, locuitorii fiind romano-catolici (34,38%), reformați (25,22%) și persoane fără religie (14,51%). Pentru 24,44% din locuitori nu este cunoscută apartenența confesională.